# Буйский уезд
Буйский уезд — административно-территориальная единица в составе Костромского наместничества и Костромской губернии, существовавшая в 1778—1929 годах. Уездный город — Буй.

## География
Уезд располагался на западе Костромской губернии, граничил с Ярославской и Вологодской губерниями. Площадь уезда составляла 2771,1 верст² (3154 км²) в 1897 году, 3409 км² — в 1926 году.

## История
Буйский уезд в составе Костромского наместничества был образован в 1778 году в ходе административной реформы Екатерины II. В 1796 году уезд был упразднён, но в 1802 году восстановлен уже в составе Костромской губернии.
14 января 1929 года Костромская губерния и все её уезды были упразднены, большая часть Буйского уезда вошла в состав Буйского района Костромского округа Ивановской Промышленной области.

## Административное деление
В 1890 году в состав уезда входило 17 волостей:
| № п/п | Волость             | Волостное правление | Число селений | Население |
| ----- | ------------------- | ------------------- | ------------- | --------- |
| 1     | Александровская     | д. Аргунка          | 23            | 2929      |
| 2     | Боровская           | д. Гольцово         | 57            | 3996      |
| 3     | Вексинская          | д. Бараново         | 15            | 1473      |
| 4     | Воскресенская       | д. Воронцово        | 61            | 4718      |
| 5     | Горинская           | д. Пестовка         | 38            | 2597      |
| 6     | Домнинская          | с. Головинское      | 63            | 6458      |
| 7     | Ильинская на Кореге | с. Шолыгино         | 50            | 3277      |
| 8     | Ильинская на Шаче   | д. Григорово        | 92            | 5083      |
| 9     | Исуповская          | д. Межакова         | 76            | 4438      |
| 10    | Контеевская         | с. Контеево         | 29            | 5877      |
| 11    | Ликургская          | с. Троицкое-Ликурга | 62            | 3871      |
| 12    | Молвитинская        | с. Молвитино        | 56            | 5062      |
| 13    | Письменская         | д. Гавриловская     | 67            | 5784      |
| 14    | Покровская          | с. Дор              | 26            | 2077      |
| 15    | Троицкая            | д. Мининская        | 29            | 2600      |
| 16    | Ферапонтовская      | с. Курилово         | 10            | 1704      |
| 17    | Шушкодомская        | с. Шушкодом         | 43            | 3799      |

В 1913 году в уезде было 17 волостей. 
В 1926 году в уезде было 8 волостей: 
- Головинская,
- Коровинская,
- Ликургская (центр — с. Троица-Ликурга),
- Молвитинская,
- Письменская (центр — д. Гавриловская),
- Ново-Покровская (центр — усадьба Дор),
- Пригородная-Буйская,
- Шушкодомская.

## Население
По данным переписи 1897 года в уезде проживало 70 687 человек. В том числе русские — 99,9 %. В уездном городе Буе проживало 2624 человек.
По итогам всесоюзной переписи населения 1926 года население уезда составило 95 801 человек, из них городское (город Буй) — 9932 человек.

## Известные уроженцы
- Готовцева, Анна Ивановна (1799—1871) — русская писательница.
- Комиссаров, Осип Иванович (1838—1892) — шапочный мастер, спасший императора Александра II при покушении Дм. Каракозова
- Сипягин, Николай Мартемьянович (1785—1828), российский командир эпохи наполеоновских войн, генерал-лейтенант, генерал-адъютант